# مشعلية جميلة
مشعلية جميلة (الاسم العلمي:Aethionema speciosum) هي نوع من النباتات تتبع جنس المشعلية من الفصيلة الصليبية.